# Freie abelsche Gruppe
In der Mathematik ist eine freie abelsche Gruppe eine abelsche Gruppe, die als {\displaystyle \mathbb {Z} }-Modul eine Basis hat.
Im Gegensatz zu Vektorräumen hat nicht jede abelsche Gruppe eine Basis, deshalb gibt es den spezielleren Begriff der freien abelschen Gruppe.
Man beachte, dass eine freie abelsche Gruppe nicht dasselbe ist wie eine freie Gruppe, die abelsch ist. In der Tat sind die meisten freien Gruppen nichtabelsch, und die meisten freien abelschen Gruppen sind keine freien Gruppen: Eine freie abelsche Gruppe ist genau dann auch eine freie Gruppe, wenn ihr Rang höchstens {\displaystyle 1} ist. Zur Vermeidung von Missverständnissen verwenden manche Autoren daher auch die Bezeichnung frei abelsche Gruppe, in der die Bezeichnung frei abelsch als ein einzelnes Attribut aufgefasst wird.

## Definition
Die abelsche Gruppe {\displaystyle F} heißt frei über {\displaystyle B\subset F}, wenn {\displaystyle B} eine Basis des {\displaystyle \mathbb {Z} }-Moduls {\displaystyle F} ist. Dies bedeutet, dass sich jedes Element von {\displaystyle F} auf genau eine Weise als {\displaystyle \mathbb {Z} }-Linearkombination über {\displaystyle B} darstellen lässt.
Hierbei ist eine {\displaystyle \mathbb {Z} }-Linearkombination über {\displaystyle B} eine Summe der Form {\displaystyle \textstyle \sum _{b\in B}\lambda _{b}\cdot b} von Elementen aus {\displaystyle B} mit ganzzahligen Koeffizienten {\displaystyle \lambda _{b}\in \mathbb {Z} }. Ist die Menge {\displaystyle B} unendlich, so fordert man hier zusätzlich, dass nur endliche viele der Koeffizienten {\displaystyle \lambda _{b}} von null verschieden sein dürfen, damit die Summe einen Sinn hat.
Die Elemente der von {\displaystyle B} erzeugten freien abelschen Gruppe werden auch als formale Summen von Elementen aus {\displaystyle B} bezeichnet. Beispielsweise werden in der Definition der singulären Homologie die formalen Summen singulärer Simplizes oder in der Definition der Bloch-Gruppe die formalen Summen komplexer Zahlen verwendet.

## Alternative Definitionen
Die Bedingung, dass die abelsche Gruppe {\displaystyle F} frei über {\displaystyle B} ist, lässt sich in zwei Teile gliedern:
- {\displaystyle B} ist ein Erzeugendensystem für die Gruppe {\displaystyle F}, das heißt, jedes Element von {\displaystyle F} ist eine {\displaystyle \mathbb {Z} }-Linearkombination über {\displaystyle B}.

- {\displaystyle B} ist frei, das heißt, das neutrale Element {\displaystyle 0} kann nur auf die triviale Weise als {\displaystyle \mathbb {Z} }-Linearkombination über {\displaystyle B} dargestellt werden.

Jede abelsche Gruppe ist auf natürliche Weise ein {\displaystyle \mathbb {Z} }-Modul.
Freie abelsche Gruppen sind daher nichts anderes als freie Moduln über {\displaystyle \mathbb {Z} }.

## Universelle Eigenschaft
Eine abelsche Gruppe {\displaystyle F} ist genau dann frei abelsch mit Basis {\displaystyle B\subset F}, wenn sie folgende universelle Eigenschaft hat:
Ist {\displaystyle f\colon B\to A} eine beliebige Abbildung der Menge {\displaystyle B} in eine abelsche Gruppe {\displaystyle A}, dann gibt es genau einen Gruppenhomomorphismus {\displaystyle h\colon F\to A}, der {\displaystyle f} fortsetzt, also {\displaystyle h(b)=f(b)} für alle {\displaystyle b\in B} erfüllt.
Diese universelle Abbildungseigenschaft ist zu obiger Definition äquivalent. Jede der beiden Charakterisierungen kann also als Definition freier abelscher Gruppen verwendet werden. Die jeweils andere Charakterisierung ist dann eine Folgerung.

## Beispiele
Die Gruppe {\displaystyle (\mathbb {Z} ,+)} der ganzen Zahlen ist frei abelsch mit Basis {\displaystyle \{1\}}.
Das kartesische Produkt {\displaystyle \mathbb {Z} \times \mathbb {Z} } mit komponentenweiser Addition ist frei abelsch mit Basis {\displaystyle \{(1,0),(0,1)\}}.
Allgemein ist {\displaystyle \mathbb {Z} ^{r}} frei abelsch mit Basis {\displaystyle \{e_{1},\dotsc ,e_{r}\}} wobei {\displaystyle e_{i}=(0,\dotsc ,0,1,0,\dotsc ,0)} der {\displaystyle i}-te Einheitsvektor ist.
Die Menge {\displaystyle \mathbb {Z} ^{(\mathbb {N} )}} der Folgen ganzer Zahlen, die nur endlich viele von 0 verschiedene Komponenten haben, ist mit der komponentenweisen Addition eine freie abelsche Gruppe; eine Basis bilden die kanonischen Einheitsvektoren {\displaystyle (0,\dotsc ,0,1,0,\dotsc )}.
Hingegen ist die Menge {\displaystyle \mathbb {Z} ^{\mathbb {N} }} aller Folgen ganzer Zahlen mit der komponentenweisen Addition zwar eine abelsche Gruppe, aber nicht frei abelsch.
Endliche abelsche Gruppen (außer der einelementigen Gruppe) sind keine freien abelschen Gruppen.
Jede freie abelsche Gruppe ist torsionsfrei, aber umgekehrt ist nicht jede torsionsfreie abelsche Gruppe auch frei abelsch. Zum Beispiel ist {\displaystyle (\mathbb {Q} ,+)} nicht frei abelsch.

## Konstruktion
Zu jeder Menge {\displaystyle B} kann eine freie abelsche Gruppe mit Basis {\displaystyle B} wie folgt konstruiert werden: Wir betrachten die Menge {\displaystyle F(B)=\mathbb {Z} ^{(B)}} aller Funktionen {\displaystyle B\to \mathbb {Z} } der Menge {\displaystyle B} in die Gruppe {\displaystyle \mathbb {Z} } der ganzen Zahlen, die nur an endlich vielen Stellen von {\displaystyle 0} verschiedene Werte annehmen. Diese Menge ist eine abelsche Gruppe mit der punktweisen Addition. Wir identifizieren jedes Element {\displaystyle b\in B} mit seiner charakteristischen Funktion, also mit jener Funktion {\displaystyle B\to \mathbb {Z} }, die an der Stelle {\displaystyle b} den Wert {\displaystyle 1} annimmt und sonst den Wert {\displaystyle 0}. Dann ist {\displaystyle F(B)} frei abelsch mit Basis {\displaystyle B}.
Die freie abelsche Gruppe über der Menge {\displaystyle B} ist in folgendem Sinne eindeutig: Sind {\displaystyle F_{1}} und {\displaystyle F_{2}} zwei freie abelsche Gruppen mit Basis {\displaystyle B}, dann sind sie kanonisch isomorph, das heißt, es gibt genau einen Isomorphismus {\displaystyle h\colon F_{1}\to F_{2}} mit {\displaystyle h(b)=b} für alle {\displaystyle b\in B}.
Diese Eindeutigkeit erlaubt es, von der freien abelschen Gruppe mit Basis {\displaystyle B} zu sprechen.

## Rang
Ist eine abelsche Gruppe {\displaystyle F} sowohl frei über {\displaystyle B} als auch frei über {\displaystyle B'}, dann haben die Mengen {\displaystyle B} und {\displaystyle B'} dieselbe Mächtigkeit. Diese heißt Rang der freien abelschen Gruppe {\displaystyle F}. Nach obiger Konstruktion gibt es für jede Mächtigkeit {\displaystyle n} bis auf Isomorphie genau eine freie abelsche Gruppe vom Rang {\displaystyle n}.
Um zu beweisen, dass der Rang eindeutig bestimmt ist, kann man auf verschiedene Arten vorgehen.
Für eine freie abelsche Gruppe {\displaystyle F=F(B)} über einer Menge {\displaystyle B} endlicher Mächtigkeit {\displaystyle n\in \mathbb {N} } gelingt dies besonders einfach:
Aufgrund der universellen Abbildungseigenschaft von {\displaystyle F} besteht die Menge {\displaystyle \mathrm {Hom} (F,C_{2})} aller Gruppenhomomorphismen in die zyklische Gruppe {\displaystyle C_{2}} aus genau {\displaystyle 2^{n}} Elementen.
Damit ist {\displaystyle n} durch die Gruppe {\displaystyle F} eindeutig festgelegt.
Allgemein kann der Rang einer freien abelschen Gruppe {\displaystyle F} definiert werden als die Dimension des Vektorraums {\displaystyle F\otimes K} über einem Körper {\displaystyle K} (üblicherweise {\displaystyle K=\mathbb {Q} }).
Diese Dimension ist eindeutig durch die Gruppe {\displaystyle F} bestimmt.
Diese Definition kann auch benutzt werden, um allen abelschen Gruppen (ob frei oder nicht) einen Rang zuzuweisen, siehe Rang einer abelschen Gruppe.

## Basiswechsel und Automorphismen
Eine freie abelsche Gruppe {\displaystyle F} vom Rang {\displaystyle r\geq 2} hat unendlich viele Basen.
Jeder Automorphismus {\displaystyle h\colon F\to F} sendet eine Basis {\displaystyle B=(b_{1},\dotsc ,b_{r})} auf eine neue Basis {\displaystyle B'=(h(b_{1}),\dotsc ,h(b_{r}))}. Umgekehrt existiert zu je zwei solchen Basen {\displaystyle B} und {\displaystyle B'} genau ein Automorphismus {\displaystyle h\colon F\to F}.
Da jede frei abelsche Gruppe {\displaystyle F} vom Rang {\displaystyle r} zu {\displaystyle \mathbb {Z} ^{r}} isomorph ist, ist die Automorphismengruppe {\displaystyle \mathrm {Aut} (F)} zur linearen Gruppe {\displaystyle \mathrm {GL} _{r}(\mathbb {Z} )} isomorph.
Das deutet bereits an: Selbst wenn die freien abelschen Gruppen selbst sehr leicht zu verstehen sind, so sind doch ihre Automorphismengruppen hochgradig kompliziert und interessant.

## Gruppenhomomorphismen und Matrizen
Freie abelsche Gruppen haben viele angenehme Eigenschaften, ähnlich wie Vektorräume und/oder allgemein freie Moduln.
Zum Beispiel lässt sich jeder Gruppenhomomorphismus {\displaystyle h\colon F\to G} zwischen frei abelschen Gruppen endlichen Rangs als Matrix über {\displaystyle \mathbb {Z} } darstellen. Hierzu sei {\displaystyle (f_{1},\dotsc ,f_{s})} eine Basis von {\displaystyle F} und {\displaystyle (g_{1},\dotsc ,g_{r})} eine Basis von {\displaystyle G}. Das Bild {\displaystyle h(f_{j})} in {\displaystyle G} schreibt sich eindeutig als {\displaystyle h(f_{j})=a_{1j}g_{1}+\dotsb +a_{rj}g_{r}} mit Koeffizienten {\displaystyle a_{ij}\in \mathbb {Z} }.
Das Zahlenschema {\displaystyle (a_{ij})} mit {\displaystyle i=1,\dotsc ,r} und {\displaystyle j=1,\dotsc ,s} bildet eine {\displaystyle r\times s}-Matrix. Umgekehrt entspricht jeder Matrix auf diese Weise genau ein Gruppenhomomorphismus.
Für Addition und Multiplikation von Matrizen gelten die üblichen Rechenregeln, und diese entsprechen der Addition und Komposition von Homomorphismen.
Dies führt zu sehr effizienten Darstellungen und Berechnungsmethoden.

## Untergruppen
In einer frei abelschen Gruppe {\displaystyle F} ist jede Untergruppe {\displaystyle U\subset F} frei abelsch.
Dies ist keineswegs selbstverständlich und gilt nicht allgemein für Moduln über Ringen.
(Über dem Polynomring {\displaystyle \mathbb {Z} [X]} zum Beispiel ist {\displaystyle \mathbb {Z} [X]} ein freier Modul mit Basis {\displaystyle 1}, aber der Untermodul {\displaystyle (2,X)} ist nicht frei.)
Zudem ist der Rang einer Untergruppe {\displaystyle U\subset F} einer frei abelschen Gruppe {\displaystyle F} stets kleiner oder gleich dem Rang der gesamten Gruppe {\displaystyle F}.
Dies ist nicht selbstverständlich und gilt nicht für freie Gruppen.
(Zum Beispiel enthält die freie Gruppe vom Rang {\displaystyle 2} Untergruppen von jedem Rang {\displaystyle r\in \mathbb {N} }.)
Die Untergruppen einer frei abelschen Gruppe {\displaystyle F} vom Rang {\displaystyle r} lassen sich wie folgt klassifizieren.
Jede Untergruppe {\displaystyle U\subset F} hat Rang {\displaystyle s} mit {\displaystyle 0\leq s\leq r}, und es gibt eine Basis {\displaystyle (b_{1},\dotsc ,b_{r})} von {\displaystyle F} und ganze Zahlen {\displaystyle k_{1},\dotsc ,k_{s}\in \mathbb {Z} \setminus \{0\},} sodass {\displaystyle (k_{1}b_{1},\dotsc ,k_{s}b_{s})} eine Basis von {\displaystyle U} ist.
Dies lässt sich mit Hilfe des Gauß’schen Algorithmus für ganzzahlige Matrizen beweisen.

## Anwendung auf endlich erzeugte abelsche Gruppen
Freie abelsche Gruppen spielen eine wichtige Rolle bei der Klassifikation endlich erzeugter abelscher Gruppen.
Jede endlich erzeugte abelsche Gruppe {\displaystyle A} ist das homomorphe Bild einer freien abelschen Gruppe, also eines Epimorphismus {\displaystyle h\colon \mathbb {Z} ^{r}\to A}. Der Kern ist wieder eine freie abelsche Gruppe und es gibt eine Basis {\displaystyle (b_{1},\dotsc ,b_{r})} von {\displaystyle \mathbb {Z} ^{r}} und ganze Zahlen {\displaystyle k_{1},\dotsc ,k_{s}\in \mathbb {Z} \setminus \{0\},} sodass {\displaystyle (k_{1}b_{1},\dotsc ,k_{s}b_{s})} eine Basis von {\displaystyle \ker(h)} ist.
Aus dieser Darstellung erhält man unmittelbar einen Gruppenisomorphismus {\displaystyle A\cong \mathbb {Z} /k_{1}\oplus \dotsb \oplus \mathbb {Z} /k_{s}\oplus \mathbb {Z} ^{r-s}}.